# Río Yendegaia
El río Yendegaia es un curso natural de agua que nace en el glaciar Stoppani, desde donde sus aguas se dirigen en dirección SE serpenteando en un lecho de poca pendiente hasta su desembocadura en la bahía Yendegaia de la ribera norte del canal Beagle. 

## Trayecto
Su mayor afluente lo recibe por su derecha y proviene de los deshielos de dos glaciales.: 634 
Está separado de la cuenca del río Lapataia por los cerros Pirámides, de bajas y medianas alturas.
En construcción se encuentra la Ruta Y-85 que deberá unir el norte con el sur de Tierra del Fuego a través de la parte chilena de la isla.

## Caudal y régimen
El río Yendegaia tiene un régimen claramente nival y en marzo de 1978 su caudal fue estimado en 60 m³/s.: 634 

## Historia
Luis Risopatrón describe en su Diccionario Jeográfico de Chile de 1924 la bahía en que desemboca el río:
Yendegaia (Bahia) Es mui profunda, esta rodeada de montañas elevadas i tiene aguas de color verde esmeralda que abunda en peces; está obstruída por acervos en su parte interior, los que son aumentados continuamente por los aluviones provenientes de un caudaloso arroyo que desciende de un hermoso ventisquero que se ve en el fondo i que endulza notablemente el agua. Se abre en la costa N del canal Beagle, hacia el W de las rocas Peron; ofrece los puertos Contreras i Ferrari i en sus riberas se han encontrado minerales de cobre"
Risopatrón advierte que su nombre se ha escrito Yendagaia, Iandagalli e Iandegaia.